# Tomás Arroyo
Tomás Arroyo Valladares (Monterrey, Nuevo León; 19 de septiembre de 1921 - Culiacán, Sinaloa; 27 de mayo de 1993) fue un beisbolista y mánager mexicano que jugaba como lanzador. 
Arroyo jugó 13 temporadas en la Liga Mexicana de Béisbol y 14 temporadas con los Tomateros de Culiacán en la Liga Mexicana del Pacífico, entonces conocida como «Liga de la Costa del Pacífico». Fue incluido en el Salón de la Fama del Béisbol Profesional de México en 1981.

## Carrera
Arroyo debutó profesionalmente en la LMB en 1946 con los Alijadores de Tampico. Al año siguiente, jugó 41 partidos y registró una efectividad de 3.95, ganando el Premio al «Novato del Año». En 1948, fue el lanzador ganador del Juego de Estrellas de la Liga Mexicana, disputado en el Parque Delta, donde los mexicanos derrotaron a los extranjeros por 3-2.
Jugó brevemente para los Azules de Veracruz en 1948. En 1949 se unió a la Unión Laguna de Torreón y en 1950 ayudó al equipo a ganar el campeonato de la LMB de 1950 con 18 victorias. En 1954 jugó seis partidos con los Tampa Smokers de la Liga Internacional de Florida . Posteriormente, fue fichado por los Tecolotes de Nuevo Laredo. En 1958 jugó con los Leones de Yucatán y en 1959 con El Águila de Veracruz. También jugó 14 temporadas en la Liga de la Costa del Pacífico con los Tomateros de Culiacán.

## Vida personal y muerte
Tras su retiro como jugador, se estableció en Culiacán. En noviembre de 1969, comenzó a trabajar como entrenador del equipo de béisbol de la Universidad Autónoma de Sinaloa (UAS), convirtiendo el programa en una potencia universitaria. Renunció en 1992.
Arroyo murió el 27 de mayo de 1993 en Culiacán, a los 66 años.

### Honores
Uno de los campos de béisbol de la Universidad Autónoma de Sinaloa, con capacidad para 1000 espectadores sentados, lleva su nombre.